# Abraham H. Maslow
Abraham Harold Maslow, född 1 april 1908 i Brooklyn i New York, död 8 juni 1970 i Menlo Park, var en amerikansk psykolog, mest känd för behovshierarkin, en teori om motivationen hos människor. 

## Biografi
Maslow studerade psykologi vid University of Wisconsin där han avlade doktorsexamen 1934.
Tillsammans med Carl Rogers myntade han i början av 1960-talet begreppet humanistisk psykologi.
Maslows teorier och modeller, bland annat Maslows behovstrappa, har bland annat använts i Försvarsmaktens ledarskapsutbildning.
Maslows teori har dock fått kritik i och med att den inte kan verifieras empiriskt. Trots detta har Maslows teori gett stora influenser på forskning om motivation.